# Beaussais-Vitré
Beaussais-Vitré är en kommun i departementet Deux-Sèvres i regionen Nouvelle-Aquitaine i västra Frankrike. Kommunen ligger i kantonen Celles-sur-Belle som tillhör arrondissementet Niort. År 2017 hade Beaussais-Vitré 977 invånare.
Kommunen bildades den 1 januari 2013, då kommunerna Beaussais och Vitré gick samman.